# Seleção Chinesa de Handebol Feminino
A Seleção Chinesa de Handebol Feminino é uma seleção nacional da República Popular da China. Ela é governada pela Associação Chinesa de Handebol e participa de competições internacionais de handebol.

## Resultados

### Jogos Olímpicos
- 1984 –  Bronze
- 1988 – 6º
- 1996 – 5º
- 2004 – 8º
- 2008 – 6º

### Campeonato Mundial
- 1986 – 9º
- 1990 – 8º
- 1993 – 14º
- 1995 – 13º
- 1997 – 22º
- 1999 – 18º
- 2001 – 11º
- 2003 – 19º
- 2005 – 17º
- 2007 – 21º
- 2009 – 12º
- 2011 – 21º
- 2013 – 18º
- 2015 – 17º
- 2017 – 22º
- 2019 – 23º

### Jogos Asiáticos
- 1990 –  Prata
- 1994 –  Bronze
- 1998 – 4º
- 2002 –  Bronze
- 2006 – 4º
- 2010 –  Ouro
- 2014 – 4º
- 2018 –  Prata

### Campeonato Asiático
- 1987 –  Prata
- 1989 –  Prata
- 1991 –  Bronze
- 1993 –  Prata
- 1995 –  Prata
- 1997 –  Prata
- 1999 –  Prata
- 2000 – 4º
- 2002 –  Bronze
- 2004 –  Prata
- 2006 –  Prata
- 2008 –  Prata
- 2010 –  Bronze
- 2012 –  Prata
- 2015 –  Bronze
- 2017 –  Bronze
- 2018 –  Bronze

## Equipe atual
Equipe presente no Campeonato Mundial de Handebol Feminino de 2019.
Técnico: Heine Jensen
| No. | Posição          | Nome         | Jogos | Gols | Clube              |
| --- | ---------------- | ------------ | ----- | ---- | ------------------ |
| 1   | Goleira          | Lu Chang     | 7     | 0    | Shandong Handball  |
| 2   | RB               | Lin Yanqun   | 77    | 149  | Shandong Handball  |
| 3   | Ponta direita    | Zhang Haixia | 97    | 197  | Jiangsu Handball   |
| 9   | Armadora central | Zhou Yuting  | 47    | 94   | Shandong Handball  |
| 10  | Meia esquerda    | Tian Xiuxiu  | 52    | 78   | Shandong Handball  |
| 11  | Ponta esquerda   | Lyu Qingwen  | 46    | 91   | Shandong Handball  |
| 12  | Goleira          | Hu Xiaoying  | 1     | 0    | Shanghai Handball  |
| 14  | Meia esquerda    | Zhou Mengxue | 33    | 95   | Anhui Handball     |
| 15  | Meia direita     | Sun Mengying | 96    | 141  | Shanghai Handball  |
| 18  | Meia esquerda    | Chen Shuo    | 7     | 19   | Guangdong Handball |
| 19  | Pivô             | Mo Mengmeng  | 42    | 19   | Jiangsu Handball   |
| 21  | Pivô             | Mu Qingcong  | 7     | 5    | Shandong Handball  |
| 22  | Goleira          | Yang Yurou   | 77    | 5    | Anhui Handball     |
| 28  | Pivô             | Qiao Ru      | 90    | 171  | Jiangsu Handball   |
| 30  | Ponta direita    | Zhou Lei     | 22    | 37   | Shanghai Handball  |
| 32  | Ponta esquerda   | Yu Yuanyuan  | 57    | 112  | Jiangsu Handball   |
| 34  | Armadora central | Jin Mengqing | 67    | 190  | Jiangsu Handball   |
| 99  | Ponta direita    | Huang Haiyu  | 4     | 0    | Guangxi Handball   |